# كلوة الماء
كَلْوَةُ الماء (الاسم العلمي: Hydrocharis)، جنس نباتات مائية من فصيلة كلويات الماء وصفت على أنها جنس من قبل كارل لينوس في 1753. وهي منتشرة في أنحاء كثيرة من أوروبا وآسيا، بالإضافة إلى بعض المواقع المتناثرة في إفريقيا. كما ذكرت التقارير أنه جُنّس في أجزاء من أمريكا الشمالية.